# 李泰 (建文進士)
李泰（1371年—？），字安然，山東濟南府齊東縣人，軍籍，明朝政治人物。進士出身。

## 生平
縣學生，山東鄉試第二十一名。建文二年（1400年）庚辰科會試第七十九名，殿試登進士三甲。

## 家族
曾祖父李貴、祖父李惟中，父亲李伯舉。